# Mormopterus planiceps
Mormopterus planiceps é uma espécie de morcego da família Molossidae. Endêmica de Austrália.